# Manfred Schmid (Fußballspieler)
Manfred Schmid (* 20. Februar 1971 in Wien) ist ein ehemaliger österreichischer Fußballspieler und nunmehriger -trainer.

## Karriere

### Als Spieler
Er kam mit neun Jahren zu seinem ersten Fußballverein, dem 1. Simmeringer SC aus Wien. Bereits ein Jahr später wechselte er zum FK Austria Wien, für den er ab der Saison 1981/82 spielte. Josef Argauer holte das junge Talent damals zu den Veilchen. Unter Trainer Herbert Prohaska kam er erstmals in die Kampfmannschaft und war ab Herbst 1992 Stammspieler.

### Als Trainer
Nach dem Ende seiner Profilaufbahn wurde er Trainer in der Frank-Stronach-Akademie (FSA). Im Frühjahr 2007 wurde er Co-Trainer bei der Amateurmannschaft von Austria Wien unter Cheftrainer Thomas Janeschitz. In der Herbstsaison 2007 übernahm er das Amt als Cheftrainer beim SC Schwanenstadt. Nachdem der Klub 2008 nach Niederösterreich unter dem neuen Namen FC Magna Wiener Neustadt verlegt worden war, wurde Manfred Schmid vom Chef- zum Co-Trainer an der Seite von Helmut Kraft. Nach der Ablöse von Kraft blieb er beim SC Wiener Neustadt und wurde Assistenztrainer von Peter Schöttel und Peter Stöger.
In der Saison 2012/13 wechselte Schmid als Co-Trainer gemeinsam mit Cheftrainer Peter Stöger zum FK Austria Wien, wo er in dieser Saison den Meistertitel feiern durfte.
Zur Saison 2013/14 folgte er Cheftrainer Peter Stöger als Assistent zum 1. FC Köln. Mit den Kölnern stieg er bereits in seiner ersten Spielzeit in die Fußball-Bundesliga auf. Vor der Winterpause der Saison 2017/18 wurde er mit Cheftrainer Peter Stöger von allen Aufgaben im Verein freigestellt.
Nur eine Woche nach der Entlassung in Köln erhielten er und Peter Stöger einen Vertrag bis zum Ende der Saison 2017/18 bei Borussia Dortmund. Nach dem Vertragsende verließen sie den Verein.
Im Februar 2019 gab der 1. FC Köln die Verpflichtung von Schmid als Chefscout bekannt. Am 27. April 2019 wurde er nach der Trennung von Markus Anfang bis zum Ende der Saison 2018/19 Co-Trainer des Interimstrainers André Pawlak. Gemeinsam schafften sie den Wiederaufstieg in die Bundesliga. Ende Mai 2019 wurde Willi Kronhardt als neuer Chefscout verpflichtet; Schmid blieb daraufhin als Co-Trainer im Trainerteam des neuen Cheftrainers Achim Beierlorzer. Nachdem Beierlorzer im November 2019 durch Markus Gisdol ersetzt worden war, schied Schmid aus dem Trainerstab aus. Ab 2020 fungierte Schmidt als Betreuer für die vom 1. FC Köln ausgeliehenen Profispieler.
Zur Saison 2021/22 kehrte er zu Austria Wien zurück, wo er einen bis Juni 2023 laufenden Vertrag als Cheftrainer erhielt. In seiner ersten Saison als Chefcoach führte er die Wiener prompt auf den dritten Tabellenrang und damit ins internationale Geschäft. Im Playoff um die UEFA Europa League gescheitert, spielte die Austria im Herbst 2022 dann in der UEFA Europa Conference League, schied dort allerdings mit nur zwei Punkten in der Vorrunde aus. Am 5. Dezember 2022 wurde sein Vertrag im beiderseitigen Einvernehmen aufgelöst. Ursache waren unterschiedliche Auffassungen „um eine gemeinsame sportliche Zukunft“ zwischen Schmid und dem Aufsichtsrat des FK Austria Wien.
Kurz darauf heuerte Schmid im März 2023 beim Ligakonkurrenten Wolfsberger AC an. Die Saison 2022/23 beendete man unter seiner Führung als Siebter, der Einzug in die UEFA Europa Conference League wurde anschließend gegen den SC Austria Lustenau in einem Playoff verpasst. Nach der Saison 2023/24 verließ er Wolfsberg.
Im September 2024 übernahm er anschließend mit dem TSV Hartberg einen weiteren Bundesligisten.

## Erfolge

### Als Spieler
- dreimal Österreichischer Meister mit dem FK Austria Wien: 1990/91, 1991/92, 1992/93
- zweimal Österreichischer Cupsieger mit dem FK Austria Wien: 1991/92, 1993/94
- dreimal ÖFB-Supercupsieger mit dem FK Austria Wien: 1991, 1992, 1993
- siebenmal Sieger im Wiener Stadthallenturnier mit dem FK Austria Wien

### Als Co-Trainer
- einmal Meister in der Ersten Liga und Aufstieg die Bundesliga mit dem SC Wiener Neustadt in der Saison 2008/09
- einmal Meister in der österreichischen Bundesliga mit dem FK Austria Wien in der Saison 2012/13
- einmal Meister in der 2. Fußball-Bundesliga und Aufstieg in die Bundesliga mit dem 1. FC Köln in der Saison 2013/14